# The Quotations
The Quotations son una banda estadounidense de doo wop formada en sus principios en la James Madison High School al este de Brooklyn, Nueva York. Comenzaron en 1958, actuando en la sala de billares Barney's Pool Room en Kings Highway. Los miembros originales del grupo eran Richie Schwartz (primer tenor), Lew Arno (contratenor) y Harvey Hersh (barítono) los cuales solían juntarse para armonizar juntos.
Se nombraron como banda por una de las canciones que más les gustaba cantar, Quotations of love que compuso Mike Rose, un amigo de ellos. Solían hacer interpretaciones a capela cerca de la estación de tren de Kings Highway, en la tienda Rainbow; en los paseos de la playa de Manhattan y de la de Brighton y también en el callejón de la bolera Sid Gordon.
Una escritora de canciones que trabajaba para el productor Don Kirshner los escuchó y se ofreció para ser la apoderada del grupo, consiguiéndoles actuaciones por la zona y presentándoselos a Verve Records, una compañía que no solía trabajar con vocalistas de armonía vocal ya que se centraba más en bandas de jazz y blues. Momento en que el grupo decidió hacer una nueva versión del clásico Imagination de Jimmy Van Heusen al estilo uptempo.